# Vasistas
Cet article concerne la petite fenêtre appelée « vasistas. Pour la formation géologique, voir vastitas.

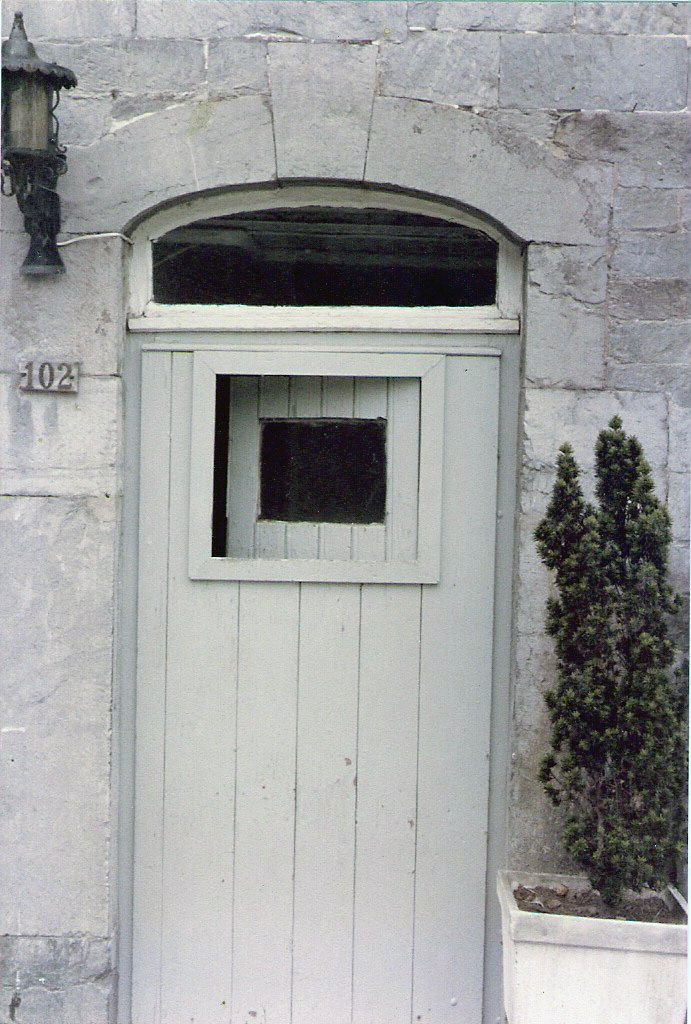
Porte dotée d'un vasistas ouvrant, au sens premier, et d'une imposte fixe, au-dessus.

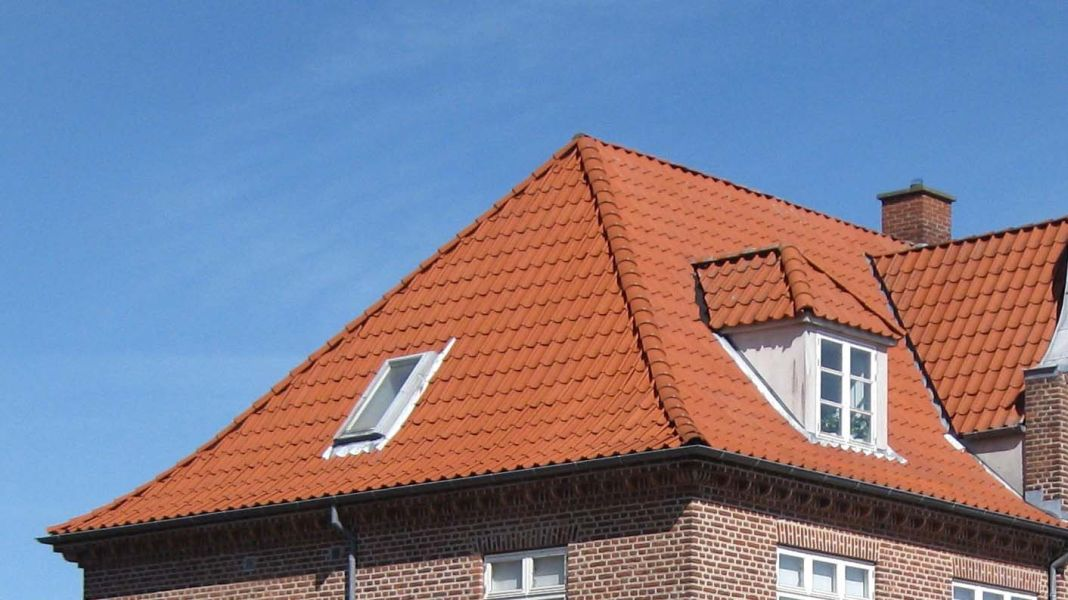
Toiture dotée d'un vasistas (à gauche) en plus des lucarnes.

Un vasistas est une petite ouverture aménagée dans une fenêtre ou dans une porte, constituée d'un vantail pivotant indépendamment,. Par extension, ce mot désigne aussi une fenêtre installée dans le pan d'une toiture ou dans un mur, assurant la ventilation et l'éclairage des combles ou d'une cave.

## Étymologie
Emprunt oral à l'allemand, ce mot a pour étymologie la question récurrente « Was ist das? », signifiant en français « Qu'est-ce que c'est ? », exprimée via une sorte de guichet, par des Allemands à leurs visiteurs français avant de leur ouvrir la porte.
La première forme connue de cet emprunt est « wass-ist-dass » (1776), d'après Alain Rey. « Wass-ist-dass » est utilisé par Jean-François-Clément Morand en 1776 dans son Mémoire sur les feux de houille.
La première apparition du mot vasistas dans un dictionnaire remonte à la 5e édition en 1798 du Dictionnaire de l'Académie française :
« VASISTAS. substant. masc. Petite partie d'une porte ou d'une fenêtre, laquelle partie s'ouvre ou se ferme à volonté. »

### Évolution du sens

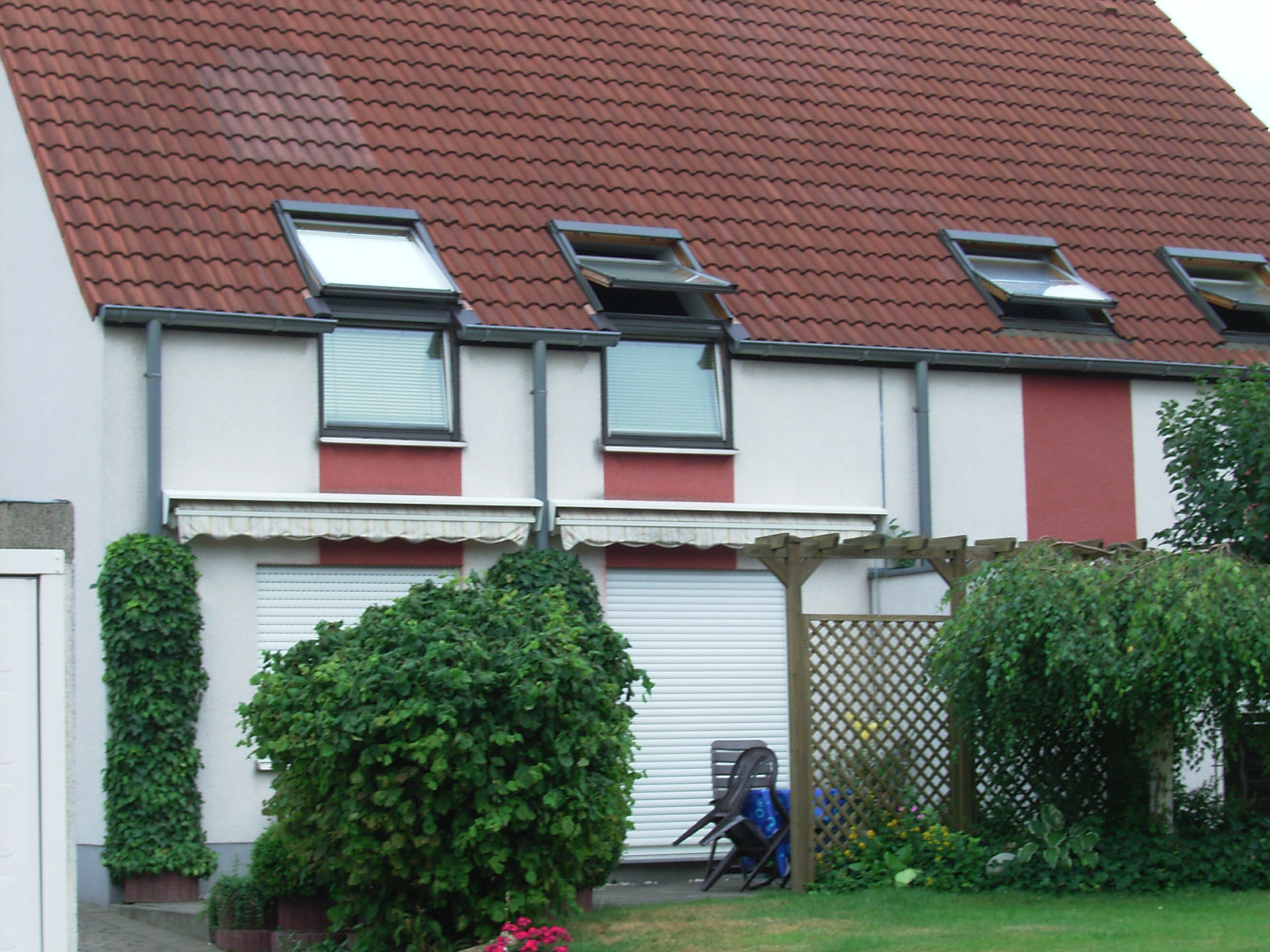
Quelques vasistas de toiture, ou « velux ».

- Au XVIIIe siècle, c'est une petite ouverture permettant de s'adresser à quelqu'un sans ouvrir entièrement un grand vantail et qui est à l'origine du mot[1]. Au XXe siècle, il est généralement remplacé par un judas : regard discret placé dans une porte, permettant de voir qui se présente avant d'ouvrir.
- Au XIXe siècle, c'est un panneau mobile qui s'adapte à la portière d'une automobile ou bien une fenêtre auxiliaire, améliorant l'éclairage et dont l'ouverture permet d'obtenir un complément de ventilation[1].
- Au XXe siècle, un vasistas, ou « velux » dans le langage courant, désigne plutôt une fenêtre de toiture disposée dans le même plan que le toit, « Velux » étant un nom de marque générique. En menuiserie, les professionnels préfèrent désigner par imposte l'élément décoratif, fixe ou mobile, d'éclairage ou d'aération, disposé au-dessus ou sur le côté d'une porte d'entrée ou d'une fenêtre de façade. Le vasistas se trouve ainsi relégué aux usages communs, pour un couloir, une cage d'escalier, un grenier ou une cave.